# Guerre civile de Jérusalem
Croisade
Batailles
siège de Mirabel - siège de Naplouse - siège de la Tour de David
La guerre civile de Jérusalem est un conflit interne du royaume de Jérusalem qui opposa le roi Baudouin III de Jérusalem à sa mère la régente Mélisende de Jérusalem durant l'année 1152.

## Déroulement
Depuis 1143 et la mort de Foulques, roi de Jérusalem, le royaume est gouverné par sa veuve Mélisende, régente au nom de son fils Baudouin III.
Ce dernier devient majeur au début de l'année 1152 et doit être couronné le jour de Pâques (30 mars 1152) et Mélisende pensait l'être à ses côtés. Baudouin en décide autrement et se présente seul à la cérémonie et, malgré les réticences du clergé, reçut seul la couronne.
Soutenu par le légitimisme des barons du royaume, il convoque un plaid solennel au cours duquel il somme sa mère de lui rendre le pouvoir. Mais la régente, soutenu par le clergé, ne cède que les villes de Tyr et d'Acre gardant pour elle Jérusalem et la Samarie à titre de douaire.
Mais cela ne convient pas à Baudouin qui réclame la plus grande partie du royaume, arguant que le morcellement qui lui était proposé ne pouvait que mener le royaume à la défaite face aux musulmans. Mélisende refuse, met en défense Naplouse et se retranche dans Jérusalem.
Baudouin passe alors à l'attaque, assiège Mirabel, le fief où se retranche le connétable Manassès de Hierges, le principal soutien de la régente. Il prend la ville, obligeant Manassès à s’exiler en Europe, et assiège et prend Naplouse, puis marche sur Jérusalem.
Foucher d'Angoulême, patriarche de Jérusalem, tente une médiation, que repousse Baudouin, le sachant partisan de Mélisende. Il occupe la ville et commence le siège de la Tour de David,dont le châtelain, Rohard, est un fidèle soutien de Mélisende et dans laquelle elle s’est retranchée avec ses partisans, Philippe de Milly, Amaury, comte de Jaffa et Foucher d'Angoulême, et commence à installer des machines de guerre pour prendre la tour d'assaut. Mais les notables de la ville réussissent à persuader la régente de se rendre, et elle se retire à Naplouse, en Samarie.

## Conséquences
Les états latins d'Orient sortent d'une période de faiblesse, avec le royaume de Jérusalem, la principauté d'Antioche et le comté de Tripoli tous les trois gouvernés par une régente et le comté d'Édesse progressivement reconquis par les Turcs. Le prestige de Baudouin III sort renforcé de cette guerre, et il va être capable dans les années suivantes de coordonner la défense de ces états contre les attaques des émirs musulmans de Syrie.

## Sources
- René Grousset, Histoire des croisades et du royaume franc de Jérusalem - II. 1131-1187 L'équilibre, Paris, Perrin, 1935 (réimpr. 2006), 1013 p.